# دنيس راسيل ديفيز
دنيس راسيل ديفيز (بالإنجليزية: Dennis Russell Davies)‏ هو موزع وعازف بيانو أمريكي، ولد في 16 أبريل 1944 في توليدو في الولايات المتحدة.

## وصلات خارجية
- دنيس راسيل ديفيز على موقع IMDb (الإنجليزية)
- دنيس راسيل ديفيز على موقع مونزينجر (الألمانية)
- دنيس راسيل ديفيز على موقع ميوزك برينز (الإنجليزية)
- دنيس راسيل ديفيز على موقع أول ميوزيك (الإنجليزية)
- دنيس راسيل ديفيز على موقع ديسكوغز (الإنجليزية)
- دنيس راسيل ديفيز على موقع قاعدة بيانات الفيلم (الإنجليزية)